# Aristarchus (inslagkrater)
Aristarchus is een opvallende inslagkrater in het noordwesten van de voorkant van de maan. De krater is vernoemd naar de Griekse astronoom Aristarchus van Samos. Het is de helderste van de grote stralenkraters op het maanoppervlak; zijn albedo is twee keer dat van de meeste oppervlaktekenmerken van de maan. Tijdens en na volle maan is Aristarchus helder genoeg om met het blote oog te kunnen zien en verblindt tijdens het waarnemen ervan door een telescoop. Ook kan de krater gemakkelijk onderscheiden worden wanneer door de aarde gereflecteerd licht (het asgrauwe schijnsel) het grootste deel van het maanoppervlak verlicht. Op die manier dachten vroegere maanwaarnemers dat ze met een werkende en tevens lichtgevende maanvulkaan te doen hadden.

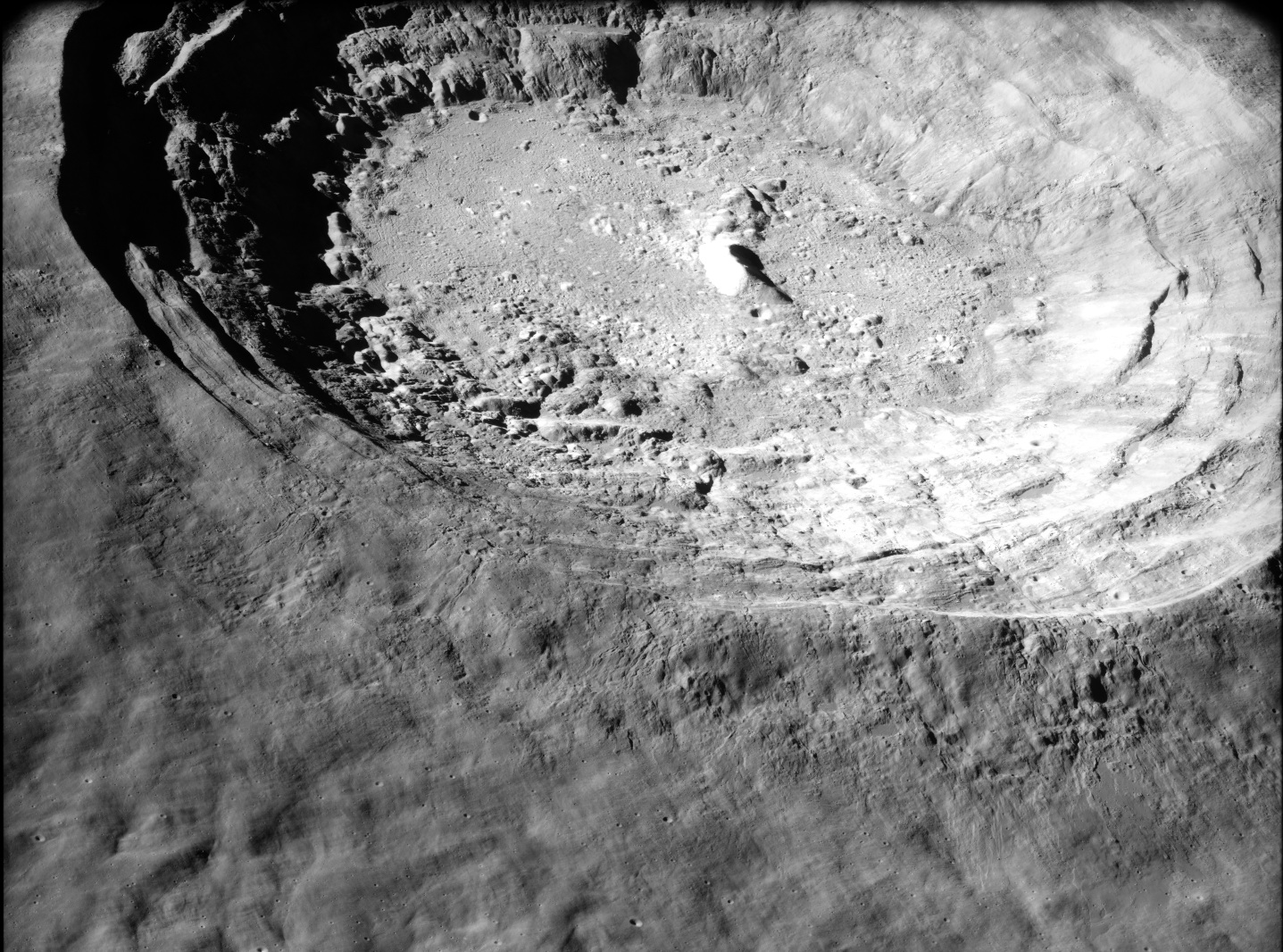
Schuine blik vanuit Apollo 15. (foto NASA)

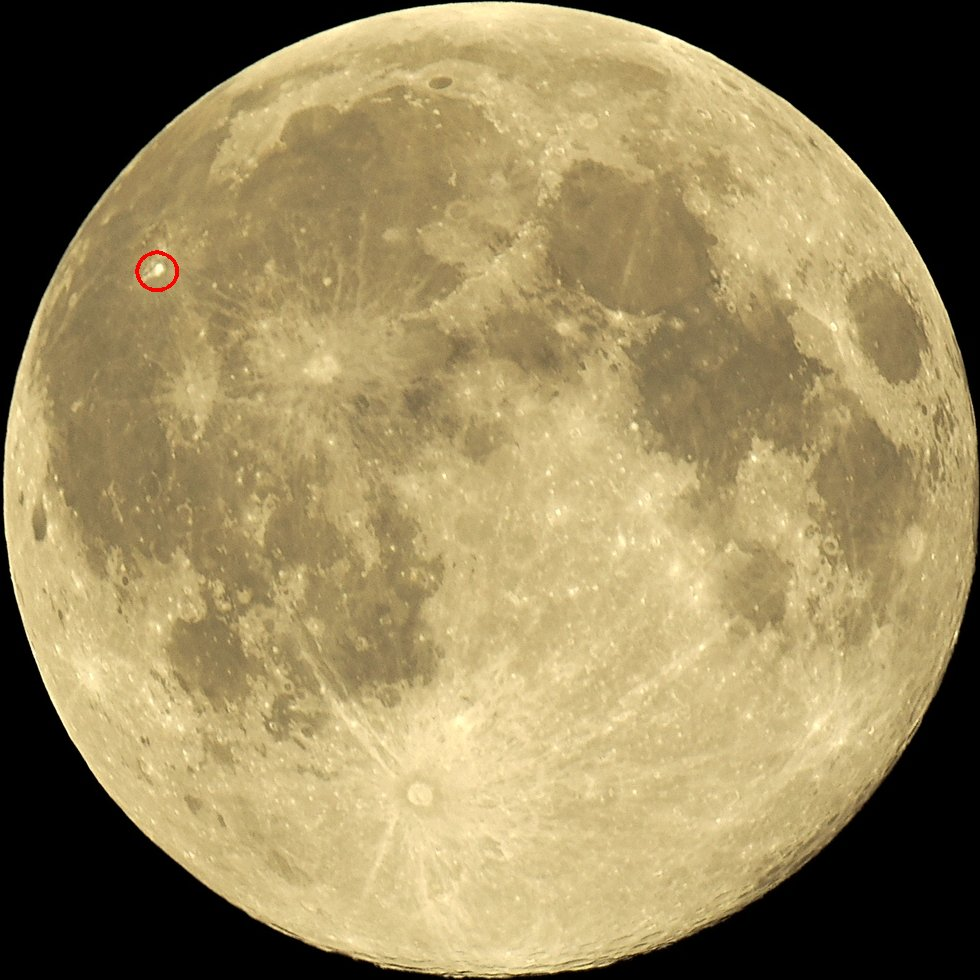
De locatie van Aristarchus op de maan

Aristarchus heeft een diameter van 40 km. De krater bevindt zich in de zuidoostelijke kant van het Aristarchusplateau, midden in de Oceanus Procellarum, een grote mare. Dat is een rotsachtig verhoogd gebied dat een aantal vulkanische kenmerken vertoont, zoals bochtige rillen. Dit plateau, met een doorsnede van ongeveer 200 km, rijst tot zo'n 2 km boven de mare uit. Aristarchus bevindt zich oostelijk van de krater Herodotus en de Vallis Schröteri en zuidelijk van een rillensysteem met de naam Rimae Aristarchus.
Aristarchus is zo helder omdat het een relatief jonge formatie is, zo'n 450 miljoen jaar oud. De zonnewind heeft nog niet de tijd gehad het door de inslag opgeworpen materiaal door ruimteverwering donker te kleuren. De inslag gebeurde na het ontstaan van de stralenkrater Copernicus, maar voor het verschijnen van Tycho. Het helderste deel van de krater is de steile centrale piek. Delen van de kratervloer lijken vlak, maar detailfoto's afkomstig van de Lunar Orbiter sondes en van de Lunar Reconnaissance Orbiter (LRO) tonen dat het oppervlak bedekt is met vele heuveltjes, streperige kloven en kleine breuken. De buitenrand heeft terrassen, ruwweg veelhoekig van vorm, en is bedekt door een heldere deken van ejecta. Deze spreiden zich uit in een stralenkrans naar het zuiden en zuidoosten, wat suggereert dat Aristarchus waarschijnlijk is gevormd door een inslag onder een kleine hoek vanuit het noordoosten.

## Nomenclatuur
De naam Aristarchus is afkomstig van Giovanni Battista Riccioli . Eerdere benamingen werden gegeven door Michael van Langren (Balthasaris Hispa. Pri. ), en Johannes Hevelius (Mons Porphyrites ).

## Wood's Spot
Ten noordwesten van Aristarchus, alsook van buurkrater Herodotus en Schöter's vallei, bevindt zich een gebied dat er tijdens en na Volle Maan enigszins gelig-groenachtig of mosterdkleurig uitziet. Dit is dan ook het meest gekleurde gebied op de maan. Dit gebied kreeg de bijnaam Wood's Spot omdat het gefotografeerd werd door de Amerikaanse onderzoeker in optica Robert W. Wood. Hij fotografeerde dit gedeelte van de maan doorheen een violet-filter en kon aldus bepalen in hoeverre het afweek van de normale kleurbalans van het maanoppervlak. Elke amateur astronoom of maanwaarnemer kan dit gekleurde gebied met gemak waarnemen. De beste periode om de opmerkelijke kleur ervan te zien te krijgen is tijdens en na Volle Maan, tot een dag of twee na Laatste Kwartiers Maan.

## Transient Lunar Phenomena (TLP)
Het gebied van Aristarchus is een zogenaamde hot spot wat betreft het optreden van kortstondige vreemdsoortige optische verschijnselen, zoals roodachtige vlekken in en om de krater zelf. Het merendeel van deze verschijnselen is echter toe te schrijven aan foutief geïnterpreteerde telescopische waarnemingen zoals chromatische dispersieverschijnselen in onze atmosfeer, teweeggebracht door de lage stand van de maan boven de horizon. De meest ideale stand van de maan om ze telescopisch waar te nemen is pal in het zenit.

## Selenografische antipode van Aristarchus: Tsiolkovsky
Een merkwaardigheid van de heldere stralenkrater Aristarchus is het feit dat de selenografische antipode ervan (het punt aan de tegenovergestelde kant van de bolvormige maan) de krater Tsiolkovsky is. Deze krater, gelegen op de zuidoostelijke kant van de achterzijde van de maan, heeft een opvallend uitziende vlakke donkere bodem met een heldere centrale piek.

## Satellietkraters van Aristarchus

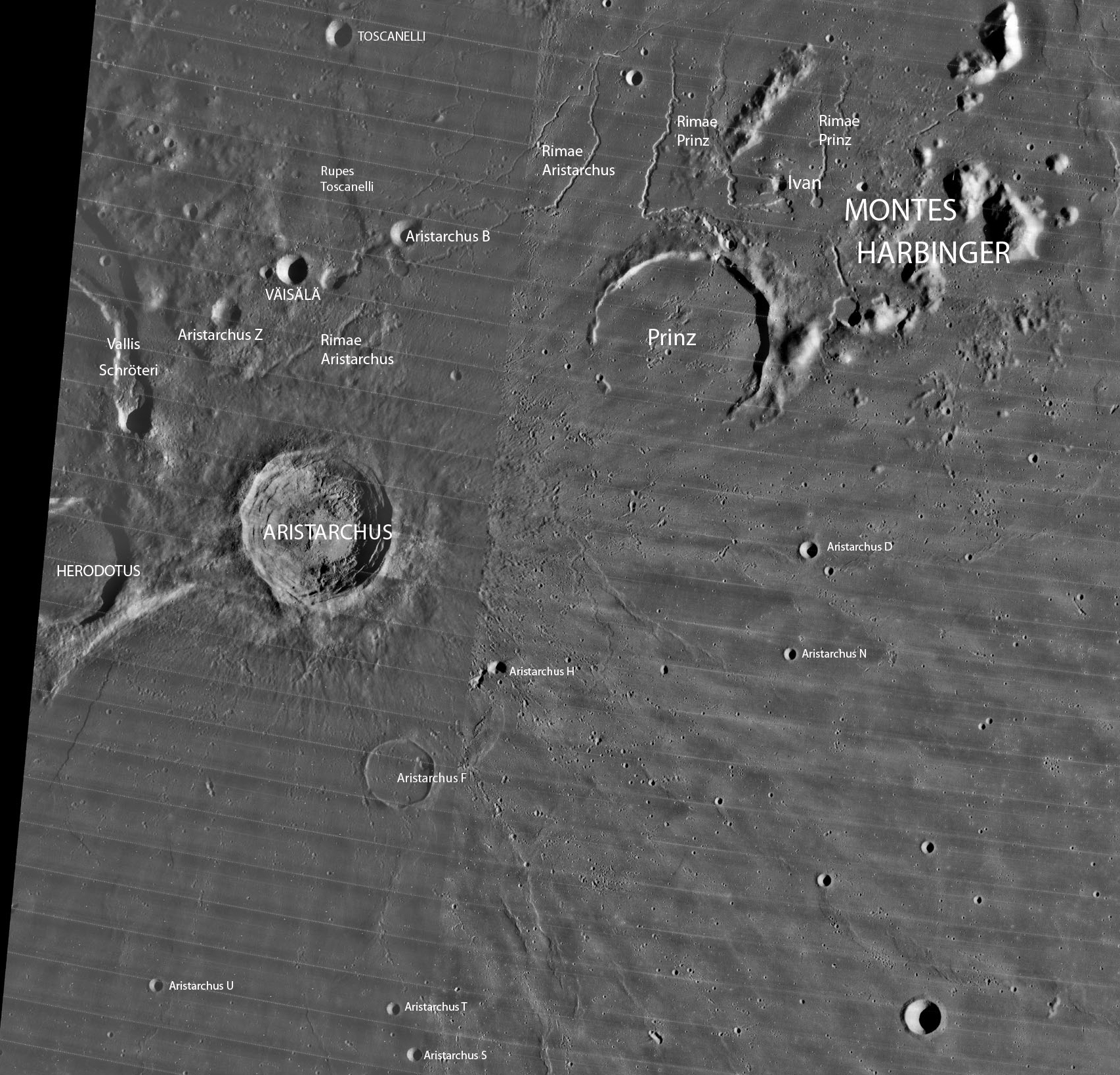
Aristarchus en zijn satellietkraters

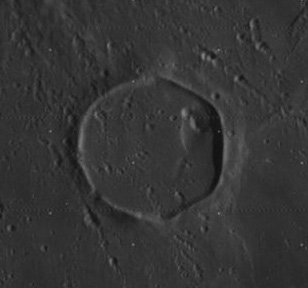
Foto door Lunar Orbiter 4 van Aristarchus F
(1967), NASA

Rondom Aristarchus bevinden zich verscheidene kleinere kraters, waarvan er waarschijnlijk veel secundaire kraters zijn, dat wil zeggen dat ze zijn gevormd door de inslag van grote brokken door de primaire inslag weggeslingerd materiaal.
| Aristarchus | Breedtegraad | Lengtegraad | Diameter |
| ----------- | ------------ | ----------- | -------- |
| B           | 26,3° NB     | 46,8° WL    | 7 km     |
| D           | 23,7° NB     | 42,9° WL    | 5 km     |
| F           | 21,7° NB     | 46,5° WL    | 18 km    |
| H           | 22,6° NB     | 45,7° WL    | 4 km     |
| N           | 22,8° NB     | 42,9° WL    | 3 km     |
| S           | 19,3° NB     | 46,2° WL    | 4 km     |
| T           | 19,6° NB     | 46,4° WL    | 4 km     |
| U           | 19,7° NB     | 48,6° WL    | 4 km     |
| Z           | 25,5° NB     | 48,4° WL    | 8 km     |

De volgende satellietkraters zijn door de Internationale Astronomische Unie hernoemd:
- Aristarchus A — Väisälä
- Aristarchus C — Toscanelli